# Buj (Ungheria)
Buj è un comune dell'Ungheria di 183 abitanti (dati 2001). È situato nella contea di Szabolcs-Szatmár-Bereg.